# ميخائيل ويتوير
ميخائيل ويتوير (بالألمانية: Michael Wittwer)‏ هو لاعب كرة قدم ألماني في مركز الدفاع، ولد في 18 فبراير 1967. لعب مع نادي كارلسروه.

## وصلات خارجية
- ميخائيل ويتوير على موقع قاعدة بيانات كرة القدم.إي يو (الإنجليزية)
- ميخائيل ويتوير على موقع عالم كرة القدم.نت (الإنجليزية)